# Fussballclub Sankt Gallen 1879 2016-2017
Questa voce raccoglie le informazioni riguardanti il Fussballclub Sankt Gallen 1879 nelle competizioni ufficiali della stagione 2016-2017.

## Stagione
Nella stagione 2016-2017 il San Gallo, allenato da Joe Zinnbauer e Giorgio Contini, concluse il campionato di Super League al 7º posto. In Coppa Svizzera il San Gallo fu eliminato agli ottavi di finale dal Zurigo.

## Rosa
| N. |                                 | Ruolo | Calciatore      |
| -- | ------------------------------- | ----- | --------------- |
| 1  | Svizzera (bandiera)             | P     | Daniel Lopar    |
| 3  | Germania (bandiera)             | D     | Kofi Schulz     |
| 4  | Svizzera (bandiera)             | D     | Martin Angha    |
| 6  | Svizzera (bandiera)             | D     | Alain Wiss      |
| 9  | Francia (bandiera)              | A     | Yannis Tafer    |
| 10 | Bosnia ed Erzegovina (bandiera) | C     | Sejad Salihović |
| 11 | Svizzera (bandiera)             | A     | Roman Buess     |
| 13 | Germania (bandiera)             | A     | Lucas Cueto     |
| 14 | Svizzera (bandiera)             | D     | Roy Gelmi       |
| 15 | Tunisia (bandiera)              | C     | Mohamed Gouaida |
| 16 | Svizzera (bandiera)             | D     | Andreas Wittwer |
| 21 | Tunisia (bandiera)              | D     | Karim Haggui    |

| N. |                         | Ruolo | Calciatore          |
| -- | ----------------------- | ----- | ------------------- |
| 22 | Svizzera (bandiera)     | C     | Marco Aratore       |
| 23 | Serbia (bandiera)       | A     | Danijel Aleksić     |
| 25 | Austria (bandiera)      | P     | Dejan Stojanović    |
| 27 | Svizzera (bandiera)     | A     | Albian Ajeti        |
| 28 | RD del Congo (bandiera) | C     | Nzuzi Toko          |
| 36 | Svizzera (bandiera)     | D     | Silvan Hefti        |
| 41 | Svizzera (bandiera)     | P     | Pascal Albrecht     |
| 51 | Svizzera (bandiera)     | A     | Boris Babić         |
| 59 | Svizzera (bandiera)     | C     | Alessandro Kräuchi  |
| 80 | Germania (bandiera)     | C     | Gianluca Gaudino    |
| 85 | Svizzera (bandiera)     | C     | Tranquillo Barnetta |

## Organigramma societario
Area tecnica
- Allenatore: Giorgio Contini
- Allenatore in seconda: Daniel Tarone
- Preparatore dei portieri: Stefano Razzetti
- Preparatori atletici: Sebastian Boxleitner

## Maglie e sponsor
| Casa | Trasferta |

## Calciomercato

### Sessione estiva
| Acquisti | Acquisti         | Acquisti         | Acquisti |
| R.       | Nome             | da               | Modalità |
| -------- | ---------------- | ---------------- | -------- |
| A        | Albian Ajeti     | Augusta          |          |
| D        | Karim Haggui     | F. Düsseldorf II |          |
| D        | Andreas Wittwer  | Thun             |          |
| A        | Roman Buess      | Thun             |          |
| A        | Seifedin Chabbi  | Austria Lustenau |          |
| C        | Mohamed Gouaida  | Karlsruhe        |          |
| D        | Kofi Schulz      | Bienne           |          |
| P        | Dejan Stojanović | Bologna          |          |
| C        | Nzuzi Toko       | Eskişehirspor    |          |

| Cessioni | Cessioni          | Cessioni                      | Cessioni |
| R.       | Nome              | a                             | Modalità |
| -------- | ----------------- | ----------------------------- | -------- |
| A        | Batuhan Karadeniz | Template:Calcio Şanlıurfaspor |          |
| D        | Florent Hanin     | Template:Calcio Os Belenenses |          |
| A        | Džengis Čavušević | Zurigo                        |          |
| A        | Daniel Lässer     | Widnau                        |          |
| D        | Daniele Russo     | Winterthur                    |          |
| C        | Edgar Salli       | Monaco                        |          |
| C        | Michael Scherrer  | Brühl                         |          |
| D        | Pascal Thrier     | Aarau                         |          |
| C        | Geoffrey Tréand   | Aarau                         |          |

### Sessione invernale
| Acquisti | Acquisti            | Acquisti           | Acquisti |
| R.       | Nome                | da                 | Modalità |
| -------- | ------------------- | ------------------ | -------- |
| C        | Tranquillo Barnetta | Philadelphia Union |          |

| Cessioni | Cessioni        | Cessioni       | Cessioni |
| R.       | Nome            | a              | Modalità |
| -------- | --------------- | -------------- | -------- |
| A        | Seifedin Chabbi | Sturm Graz     |          |
| C        | Mario Leitgeb   | Wolfsberger    |          |
| A        | Albert Bunjaku  | Erzgebirge Aue |          |
| C        | Steven Lang     | Sciaffusa      |          |

## Risultati

### Super League

#### Prima fase, girone di andata
| Arbitro: | Jaccottet |

|  |           |                      |
|  | Marcatori | 55’ Bertone 83’ Kubo |

| Arbitro: | Bieri |

|                    |           |             |
| Bia 32’ Sierro 83’ | Marcatori | 76’ Aleksić |

| Arbitro: | Amhof |

|                     |           |          |
| Buess 45’ Tafer 49’ | Marcatori | 87’ Caio |

| Arbitro: | Schnyder |

|               |           |  |
| Margairaz 49’ | Marcatori |  |

| Arbitro: | Pache |

|                                  |           |  |
| Costanzo 8’ (rig.) Muntwiler 86’ | Marcatori |  |

| Arbitro: | Schnyder |

|                                  |           |  |
| Buess 63’ Aratore 72’ Chabbi 90’ | Marcatori |  |

| Arbitro: | Pache |

|  |           |                        |
|  | Marcatori | 6’ Alioski 56’ Aguirre |

| Arbitro: | Schärer |

|               |           |                       |
| Geissmann 50’ | Marcatori | 49’ Bunjaku 83’ Ajeti |

| Arbitro: | Klossner |

|             |           |                                                 |
| Aratore 14’ | Marcatori | 25’ Delgado 75’ (aut.) Gelmi 90’ (rig.) Doumbia |

#### Prima fase, girone di ritorno
| Arbitro: | Erlachner |

|                      |           |                      |
| Bertone 11’ Duah 90’ | Marcatori | 3’ Buess 90’ Bunjaku |

| Arbitro: | Amhof |

|  |           |                                  |
|  | Marcatori | 4’ (rig.) Costanzo 57’ Burgmeier |

| Arbitro: | Schärer |

|                                   |           |  |
| Jurić 9’ Puljić 57’ Schneuwly 68’ | Marcatori |  |

| San Gallo 30 ottobre 2016, ore 16:00 CEST 13ª giornata | San Gallo | 0 – 0 referto | Thun | Kybunpark (10 699 spett.)\| Arbitro: \| San \| |
| Arbitro:                                               | San       |               |      |                                                |

| Arbitro: | Klossner |

|                        |           |                                          |
| Alioski 8’ Mariani 66’ | Marcatori | 43’ Ajeti 58’ Bunjaku 76’ (rig.) Aratore |

| Arbitro: | Fähndrich |

|                     |           |  |
| Buess 57’ Tafer 85’ | Marcatori |  |

| Arbitro: | Erlachner |

|                       |           |                       |
| Andersen 26’ Caio 73’ | Marcatori | 29’ Ajeti 75’ Wittwer |

| Arbitro: | Jaccottet |

|                |           |              |
| Ajeti 63’, 90’ | Marcatori | 45’ Zverotić |

| Arbitro: | Erlachner |

|           |           |  |
| Janko 48’ | Marcatori |  |

#### Seconda fase, girone di andata
| Arbitro: | Amhof |

|              |           |           |
| Costanzo 82’ | Marcatori | 40’ Ajeti |

| Arbitro: | Pache |

|                      |           |             |
| Haggui 53’ Ajeti 70’ | Marcatori | 57’ Kololli |

| Arbitro: | Bieri |

|                              |           |                     |
| Hoarau 11’ (rig.) Assalé 77’ | Marcatori | 59’ Ajeti 63’ Buess |

| Arbitro: | Fähndrich |

|  |           |            |
|  | Marcatori | 65’ Sadiku |

| Arbitro: | Pache |

|             |           |                |
| Ricardo 80’ | Marcatori | 26’, 53’ Tafer |

| Arbitro: | San |

|           |           |           |
| Tafer 63’ | Marcatori | 51’ Jurić |

| Arbitro: | Schärer |

|                           |           |                       |
| Schirinzi 23’ Hediger 86’ | Marcatori | 28’ Ajeti 51’ Aratore |

| Arbitro: | Stefański |

|  |           |                          |
|  | Marcatori | 7’, 55’ Akanji 20’ Janko |

| Arbitro: | Erlachner |

|                          |           |             |
| Dabour 35’, 69’ Caio 74’ | Marcatori | 45’ Wittwer |

#### Seconda fase, girone di ritorno
| Arbitro: | Amhof |

|                       |           |  |
| Kryeziu 72’ Itten 86’ | Marcatori |  |

| Arbitro: | Schärer |

|           |           |                                  |
| Tafer 63’ | Marcatori | 50’ (rig.) Bürgy 52’ Facchinetti |

| Arbitro: | Klossner |

|  |           |                 |
|  | Marcatori | 85’, 90’ Gerndt |

| Arbitro: | Amhof |

|  |           |           |
|  | Marcatori | 66’ Ajeti |

| Arbitro: | Bieri |

|                                |           |  |
| Haggui 28’ Barnetta 78’ (rig.) | Marcatori |  |

| Arbitro: | Amhof |

|                              |           |                                |
| Mariani 27’, 70’ Črnigoj 32’ | Marcatori | 66’ (aut.) Mihajlović 68’ Toko |

| Arbitro: | Jaccottet |

|                                     |           |           |
| Aleksić 34’ Tafer 77’, 84’ Wiss 82’ | Marcatori | 1’ Dabour |

| Arbitro: | Erlachner |

|           |           |             |
| Gelmi 86’ | Marcatori | 64’ Ricardo |

| Arbitro: | San |

|                                        |           |             |
| Doumbia 14’, 87’ Steffen 58’ Janko 90’ | Marcatori | 25’ Aleksić |

### Coppa Svizzera
| Arbitro: | Schärer |

|               |           |                            |
| Rodriguez 17’ | Marcatori | 35’, 85’ Buess 62’ Bunjaku |

| Arbitro: | Fähndrich |

|  |           |           |
|  | Marcatori | 79’ Buess |

| Arbitro: | Bieri |

|                         |           |           |
| Buff 18’ Marchesano 82’ | Marcatori | 90’ Ajeti |

## Statistiche

### Statistiche di squadra
| Competizione   | Punti | In casa | In casa | In casa | In casa | In casa | In casa | In trasferta | In trasferta | In trasferta | In trasferta | In trasferta | In trasferta | Totale | Totale | Totale | Totale | Totale | Totale | DR  |
| Competizione   | Punti | G       | V       | N       | P       | Gf      | Gs      | G            | V            | N            | P            | Gf           | Gs           | G      | V      | N      | P      | Gf     | Gs     | DR  |
| -------------- | ----- | ------- | ------- | ------- | ------- | ------- | ------- | ------------ | ------------ | ------------ | ------------ | ------------ | ------------ | ------ | ------ | ------ | ------ | ------ | ------ | --- |
| Super League   | 41    | 18      | 7       | 3       | 8       | 21      | 23      | 18           | 4            | 5            | 9            | 22           | 34           | 36     | 11     | 8      | 17     | 43     | 57     | -14 |
| Coppa Svizzera | -     | 0       | 0       | 0       | 0       | 0       | 0       | 3            | 2            | 0            | 1            | 5            | 3            | 3      | 2      | 0      | 1      | 5      | 3      | +2  |
| Totale         | 41    | 18      | 7       | 3       | 8       | 21      | 23      | 21           | 6            | 5            | 10           | 27           | 37           | 39     | 13     | 8      | 18     | 48     | 60     | -12 |

### Andamento in campionato
| Giornata  | 1 | 2  | 3 | 4 | 5 | 6 | 7 | 8 | 9 | 10 | 11 | 12 | 13 | 14 | 15 | 16 | 17 | 18 | 19 | 20 | 21 | 22 | 23 | 24 | 25 | 26 | 27 | 28 | 29 | 30 | 31 | 32 | 33 | 34 | 35 | 36 |
| --------- | - | -- | - | - | - | - | - | - | - | -- | -- | -- | -- | -- | -- | -- | -- | -- | -- | -- | -- | -- | -- | -- | -- | -- | -- | -- | -- | -- | -- | -- | -- | -- | -- | -- |
| Luogo     | C | T  | C | T | T | C | C | T | C | T  | C  | T  | C  | T  | C  | T  | C  | T  | T  | C  | T  | C  | T  | C  | T  | C  | T  | T  | C  | C  | T  | C  | T  | C  | C  | T  |
| Risultato | P | P  | V | P | P | V | P | V | P | N  | P  | P  | N  | V  | V  | N  | V  | P  | N  | V  | N  | P  | V  | N  | N  | P  | P  | P  | P  | P  | V  | V  | P  | V  | N  | P  |
| Posizione | 8 | 10 | 7 | 9 | 9 | 8 | 9 | 8 | 8 | 8  | 9  | 10 | 9  | 9  | 7  | 6  | 6  | 6  | 6  | 5  | 5  | 5  | 5  | 5  | 5  | 5  | 6  | 6  | 7  | 8  | 8  | 8  | 8  | 7  | 7  | 7  |

Legenda:

Luogo: C = Casa; T = Trasferta. Risultato: V = Vittoria; N = Pareggio; P = Sconfitta.

### Statistiche dei giocatori
| Giocatore     | Super League | Super League | Super League | Super League | Coppa Svizzera | Coppa Svizzera | Coppa Svizzera | Coppa Svizzera | Totale   | Totale | Totale      | Totale     |
| Giocatore     | Presenze     | Reti         | Ammonizioni  | Espulsioni   | Presenze       | Reti           | Ammonizioni    | Espulsioni     | Presenze | Reti   | Ammonizioni | Espulsioni |
| ------------- | ------------ | ------------ | ------------ | ------------ | -------------- | -------------- | -------------- | -------------- | -------- | ------ | ----------- | ---------- |
| A. Ajeti      | 29           | 10           | 6            | 0            | 1              | 1              | 0              | 0              | 30       | 11     | 6           | 0          |
| P. Albrecht   | 0            | 0            | 0            | 0            | 0              | 0              | 0              | 0              | 0        | 0      | 0           | 0          |
| D. Aleksić    | 24           | 3            | 0            | 0            | 2              | 0              | 0              | 0              | 26       | 3      | 0           | 0          |
| M. Angha      | 15           | 0            | 6            | 0            | 0              | 0              | 0              | 0              | 15       | 0      | 6           | 0          |
| M. Aratore    | 36           | 4            | 3            | 0            | 3              | 0              | 1              | 0              | 39       | 4      | 4           | 0          |
| B. Babić      | 5            | 0            | 1            | 0            | 0              | 0              | 0              | 0              | 5        | 0      | 1           | 0          |
| T. Barnetta   | 16           | 1            | 5            | 0            | 0              | 0              | 0              | 0              | 16       | 1      | 5           | 0          |
| R. Buess      | 29           | 5            | 3            | 0            | 2              | 3              | 0              | 0              | 31       | 8      | 3           | 0          |
| A. Bunjaku    | 12           | 3            | 3            | 0            | 3              | 1              | 0              | 0              | 15       | 4      | 3           | 0          |
| S. Chabbi     | 6            | 1            | 0            | 0            | 1              | 0              | 0              | 0              | 7        | 1      | 0           | 0          |
| L. Cueto      | 13           | 0            | 0            | 0            | 0              | 0              | 0              | 0              | 13       | 0      | 0           | 0          |
| G. Gaudino    | 18           | 0            | 2            | 1            | 3              | 0              | 1              | 0              | 21       | 0      | 3           | 1          |
| R. Gelmi      | 27           | 1            | 6            | 0            | 3              | 0              | 0              | 0              | 30       | 1      | 6           | 0          |
| M. Gouaida    | 13           | 0            | 2            | 0            | 1              | 0              | 0              | 0              | 14       | 0      | 2           | 0          |
| K. Haggui     | 28           | 2            | 8            | 0            | 2              | 0              | 1              | 0              | 30       | 2      | 9           | 0          |
| F. Hanin      | 0            | 0            | 0            | 0            | 0              | 0              | 0              | 0              | 0        | 0      | 0           | 0          |
| S. Hefti      | 33           | 0            | 0            | 0            | 3              | 0              | 0              | 0              | 36       | 0      | 0           | 0          |
| M. Herzog     | 0            | 0            | 0            | 0            | 1              | 0              | 0              | 0              | 1        | 0      | 0           | 0          |
| A. Kräuchi    | 0            | 0            | 0            | 0            | 0              | 0              | 0              | 0              | 0        | 0      | 0           | 0          |
| S. Lang       | 1            | 0            | 0            | 0            | 1              | 0              | 0              | 0              | 2        | 0      | 0           | 0          |
| D. Lopar      | 32           | 0            | 0            | 0            | 0              | 0              | 0              | 0              | 32       | 0      | 0           | 0          |
| M. Mutsch     | 16           | 0            | 2            | 0            | 1              | 0              | 0              | 0              | 17       | 0      | 2           | 0          |
| S. Salihović  | 13           | 0            | 3            | 0            | 0              | 0              | 0              | 0              | 13       | 0      | 3           | 0          |
| K. Schulz     | 20           | 0            | 3            | 0            | 2              | 0              | 0              | 1              | 22       | 0      | 3           | 1          |
| D. Stojanović | 4            | 0            | 0            | 0            | 2              | 0              | 1              | 0              | 6        | 0      | 1           | 0          |
| Y. Tafer      | 35           | 8            | 1            | 0            | 3              | 0              | 0              | 0              | 38       | 8      | 1           | 0          |
| N. Toko       | 29           | 1            | 9            | 1            | 2              | 0              | 1              | 0              | 31       | 1      | 10          | 1          |
| A. Wiss       | 20           | 1            | 6            | 0            | 3              | 0              | 2              | 0              | 23       | 1      | 8           | 0          |
| A. Wittwer    | 30           | 2            | 2            | 0            | 3              | 0              | 0              | 0              | 33       | 2      | 2           | 0          |